# Boogie Bill Webb
Pour les articles homonymes, voir Webb.
Bill Webb, dit Boogie Bill Webb (24 mars 1924-22 août 1990) est un guitariste et chanteur de blues New Orleans.

## Biographie
Il est né à Jackson (Mississippi), mais sa famille s'installe en Nouvelle-Orléans dès l'enfance. Sa mère, Julia May Webb est une amie du bluesman Tommy Johnson qui vient souvent leur rendre visite. Tommy Johnson lui apprend à jouer le blues et l'emmène avec lui dans les différentes salles où il joue à La Nouvelle-Orléans.
Webb travaillera la plupart du temps comme docker à La Nouvelle-Orléans, tout en jouant du country blues régulièrement. Grâce à son voisin Fats Domino, il enregistrera quelques morceaux pour Imperial Records. Son plus célèbre morceau est Bad dog.